# Red Wierenga
Stephen 'Red' Wierenga (Rochester, 1980) is een Amerikaanse jazzmuzikant (piano, toetsen, accordeon).

## Biografie
Wierenga verwierf de Bachelor of Music aan de Eastman School of Music, waar hij onderricht had bij Harold Danko en Ralph Alessi. Tijdens deze periode trad hij op als solist met het Rochester Philharmonic Orchestra, het Eastman School Studio Orchestra en de formatie Ossia. Bovendien werkte hij met Dave Holland, Wycliffe Gordon en Ben Monder. Daarnaast hield hij zich bezig met de transcriptie, arrangement en opvoering van composities en opnamen van relatief onbekende jazzpianisten als Richard Twardzik en Herbie Nichols.
Na de voltooiing van zijn studie in 2002 was Wierenga eerst werkzaam als radiopresentator bij de zender Jazz90.1 in Rochester, voordat hij in 2004 verhuisde naar Nederland, waar hij elektronische muziek studeerde aan het Koninklijk Conservatorium (Den Haag) bij Joel Ryan. Tijdens deze periode construeerde hij de Respectron, een interface voor gestische controle van elektronische muziek. Na zijn terugkeer naar New York in 2005 werkte hij met verschillende formaties als het Respect Sextet en het Wierenga Manœuvre, waarin hij zijn elektro-akoestisch instrumentarium verder ontwikkelde. In 2011 begon hij met zijn doctorstudie in compositie aan het CUNY Graduate Center. In 2015 was hij lid in het Claudia Quintet. Door hem ontwikkelde elektronische geluidsapparatuur werd o.a. gebruikt door Keith Rowe en Jim Black. Op het gebied van de jazz was hij tussen 2002 en 2013 betrokken bij negen opnamesessies met o.a.  Dave Rivello.

## Discografie
- 2003: The Respect Sextet: The Full Respect (Roister)
- 2009: Salo: Sundial Lotus (Innova Recordings), met Alex Hamlin, Ed Rosenberg, Josh Rutner,  Andrew Smiley, Ben Gallina, Alex Wyatt
- 2009: The Respect Sextet: Play the Music of Sun Ra & Stockhausen – Sirius Respect (Mode Avant), met Malcolm Kirby, Ted Poor, Josh Rutner, James Hirschfeld, Eli Asher
- 2013: The Claudia Quintet: September (Cuneiform Records)